# Palaemnema spinulata
Palaemnema spinulata – gatunek ważki z rodziny Platystictidae.